# Equipe sueca na Copa Billie Jean King
A equipe sueca na Copa Billie Jean King representa a Suécia na Copa Billie Jean King, principal competição de tênis feminina por equipes do mundo. É administrada pela Svenska Tennisförbundet.

## História
A Suécia competiu pela primeira vez em 1964. Seus melhores resultados foram as quartas de final de 1970, 1977, 1980 e 1988.

## Última escalação
Para o Grupo I da Europa/África de 2023, em abril:
- Rebecca Peterson
- Caijsa Hennemann
- Kajsa Rinaldo Persson
- Jacqueline Cabaj Awad